# Насер Мохаммадхані
Насер Мохаммадхані (перс. ناصر محمدخانی, нар. 7 вересня 1957, Тегеран) — іранський футболіст, що грав на позиції нападника.
Виступав, зокрема, за клуби «Персеполіс» та «Персеполіс», а також національну збірну Ірану.

## Клубна кар'єра
У дорослому футболі дебютував 1976 року виступами за команду «Рах Ахан», в якій провів три сезони. 
Своєю грою за цю команду привернув увагу представників тренерського штабу клубу «Персеполіс», до складу якого приєднався 1979 року. Відіграв за тегеранську команду наступні шість сезонів своєї ігрової кар'єри.
Протягом 1985—1989 років захищав кольори клубу «Катар СК».
У 1989 році повернувся до клубу «Персеполіс», за який відіграв 4 сезони. Завершив професійну кар'єру футболіста виступами за команду «Персеполіс» у 1993 році.

## Виступи за збірну
У 1982 році дебютував в офіційних матчах у складі національної збірної Ірану. Протягом кар'єри у національній команді, яка тривала 10 років, провів у її формі 23 матчі, забивши 13 голів.

## Титули і досягнення
- Переможець Азійських ігор: 1990